# Pulsar Aircraft Pulsar XP
Le Pulsar est un monoplan biplace à aile basse et train fixe de sport de construction composite (fibre et carbone imprégné Epoxy) destiné à la construction amateur.
Pouvant recevoir un train classique ou un train tricycle, c’est un avion très répandu avec plus de 500 kits vendus dans le monde. Début 2007 on en comptait une centaine en état de vol aux États-Unis, une vingtaine en Grande-Bretagne, 9 en France, 7 en Suisse, …. Classé ULM dans certains pays, il est catalogué en CNSK par les autorités françaises France; Il requiert donc au minimum de brevet de base pour le pilotage.
Cet avion est aussi très rapide, puisqu’il a remporté la Sun 100 Air Race, compétition réservée aux appareils de moins de 125 ch disputée en Floride durant Sun N’ Fun, en 1998, 1999, 2002 et 2003.

## Développement
Le Pulsar a été dessiné par Mark Brown à partir du prototype Star Lite [N500SS] et commercialisé en kit pour la construction amateur  à partir de  1985 par Aero Designs, San Antonio, Texas, puis Skystar Aircraft. En 1999 Ron Degani a acheté les droits et créé à El Monte Airport, en Californie la Pulsar Aircraft Corporation pour produire et commercialiser le Pulsar et ses dérivés.

## Les versions

### Pulsar
Premier modèle, commercialisé à partir de 1985 par Aero Designs, pouvant recevoir un moteur 2 cylindres Rotax 532 ou 582. 70 exemplaires au moins étaient en état de vol début 2007 dans le monde, la désignation Pulsar I ayant été adoptée en 1999 par Pulsar Aircraft Corporation

### Pulsar XP
C'est en 1992 qu'a volé le premier Pulsar équipé d’un moteur 4 cylindres Rotax 912UL de 80 ch [N912XP]. C’est le modèle le plus répandu, avec 96 exemplaires connus en 2007.

### Pulsar II
Modernisation du Pulsar XP apparue en 1999 et rapidement remplacée par le Pulsar III. 6 exemplaires seulement construits, tous aux USA.

### Pulsar III
Modernisation du modèle de base, partiellement redessiné pour faciliter la construction par un débutant. Cet appareil, dont la voilure peut être démontée pour faciliter le rangement dans un hangar, peut recevoir une large gamme de moteurs de 80 à 120 ch. 23 exemplaires connus en 2007.

### Super Pulsar 100
Conçu pour être confortable, le cockpit du Pulsar ne convenait pas véritablement pour les pilotes de plus de 1,80 m ou plus de 80 kg, ce qui excluait de nombreux pilotes nord-américains. Dès le rachat des droits par Pulsar Aircraft Corporation fut développée cette nouvelle version. La partie centrale du fuselage et la verrière ont donc été modifiées, le cockpit étant élargi de 127 mm et rehaussé de 7,6 cm. Le dessin de l’empennage a également été modifié, les dimensions hors-tout de l’appareil étant inchangées. Le Super Pulsar peut recevoir un train classique ou tricycle, comme les précédents modèles, et des moteurs de 100 à 125 ch. Le prototype [N601SP] a été présenté à Sun N’Fun en 2002 et 15 exemplaires avaient été livrés début 2007, dont 5 volaient déjà.